# 三百六十五夜
『三百六十五夜』（さんびゃくろくじゅうごや）は、小島政二郎の小説作品、及びそれを原作とした日本の映画、テレビドラマ作品である。

## 概要
1946年（昭和21年）に創刊された娯楽読物雑誌『ロマンス』の3号、1946年8月号から小島政二郎の長編恋愛小説『三百六十五夜』が連載され、岩田専太郎の挿絵も相まって人気を呼び、連載終了と同時に1948年に映画化され、東京篇と大阪篇が制作された。この映画と主題歌の人気は『ロマンス』の売り上げに拍車をかけ、1948年には発行部数82万部にまでなった。その後も映画・テレビドラマなどでリメークされている。
なお、1948年は閏年で一年が366日であった。

## 映画

### 1948年版
1948年9月21日（東京篇）・9月28日（大阪篇）公開。新東宝製作・東宝配給、モノクロ、スタンダードサイズ。現存するフィルムは1949年11月29日から12月5日にかけて再公開された119分の総集編のみである。映倫番号:S-3(総集編)。

### 制作経緯
監督の市川崑は、当初、芥川龍之介原作の『偸盗』を『羅生門』という題名で映画化しようと、プロデューサーの児井英生に話を持ち掛けたが、「僕は卒業論文を芥川龍之介で書いたから『偸盗』が素晴らしいのはよく分かる。二人でやろうよ。その前にひとつ、これをやらんかね」と逆に提案されたのが本作の映画化だった。完成すれば『偸盗』を撮れると思った市川は、早速、脚本を館岡謙之助に依頼するも、面白くないと感じて自宅に持ち帰った。すると妻の和田夏十が手早く脚本協力を行い、市川は台詞の主要部分を彼女に任せて全体の構成のみを担当して脚本を完成させた。活動写真的なスタイルにしたいと、市川が東京篇と大阪篇に分ける提案をしたところ、児井も賛成して、本作は2部作で上映された。主題歌と併せて映画は大ヒットし、市川は『メロドラマの名手』と評され、新東宝の規定だった、助監督時代に映画三本を完成させるという条件も満たして、晴れて監督に昇進することができたが、肝心の『偸盗』の映画化は実現せず、後年、黒澤明監督によって、『藪の中』を原作とした映画『羅生門』が公開されることになる。

#### キャスト
- 川北小六：上原謙
- 大江照子：山根寿子
- 小牧蘭子：高峰秀子
- 津川厚：堀雄二
- 乾マユミ：三村秀子[1]
- 宮田龍之助：大日方伝
- 大江しづ：吉川満子
- 坂東東吉：河村黎吉
- 小牧雄造：久保春二
- 大村善助：鳥羽陽之助
- 女中さき：一の宮あつ子
- 兄・梅太郎：清川荘司
- 姉小路三郎：田中春男
- 踊る女：葉村みき子
- ブルースを唄う女：二葉あき子
- 千光：江見渉
- 千光の弟：武村明
- 雨宮：三原純
- 赤井：児玉一郎
- 鳥山：山川朔太郎
- 川北佐吉：久保春二
- 小牧雄造：大倉文雄
- 山田：谷三平
- 太田：高木昇
- 強盗A：今清水基二
- 強盗B：熊木中庸
- ダンサー：水島三千代、三枝由利子、松丘緑、石井ふく子
- 芸者：大原榮子、伊勢由季子
- 映画舞踊協会出演
- 特別出演：ロマンスバンド

#### スタッフ
- 監督：市川崑
- 製作：児井英生
- 原作：小島政三郎
- 脚色：館岡謙之助
- 撮影：三村明
- 美術：進藤誠吾
- 録音：矢野口文雄
- 照明：大沼正喜
- 編集：長田信
- 音楽：服部正
- 主題歌作詞：西條八十
- 作曲：古賀政男
- ＜三百六十五夜＞唄：霧島昇、松原操
- ＜恋の曼珠沙華＞唄：二葉あき子（コロムビアレコード）
- 記録：土屋テル子
- 助監督：内川清一郎
- 製作主任：河崎新太郎
- スチール：橋山愈

#### 主題歌
- 「三百六十五夜」
- 1948年（昭和23年）7月コロムビアレコード発売
  - この曲を最後に松原操（霧島夫人）は歌手を引退した。

### 1962年版
1962年9月9日公開。東映製作・配給。

#### キャスト
- 小牧蘭子：美空ひばり
- 川北小六：高倉健
- 大江照子：朝丘雪路
- 大江しづ子：山田五十鈴
- 宮島画伯：鶴田浩二
- 津川厚：平幹二朗
- 坂本東吉：田崎潤
- 川北佐吉：神田隆
- 小牧雄造：柳永二郎
- 田中技師：田川恒夫
- 松井技師：仲塚光哉
- 女中さき：滝千江子
- 乾分矢野三郎：大東良
- 情婦かなめ：桜京美
- キャバレーの女ゆき：藤井郁子
- キャバレーの女さかえ：姿年子
- 乾分山口：小泉静夫
- 賭場の客竹：須藤健
- 萩原夫人：中野かほる
- 泥棒：関山耕司
- 国粋芸術社事務員A：片山滉
- 国粋芸術社事務員B：高須準之助
- 画廊の主人：沢彰謙

#### スタッフ
- 監督・脚本：渡辺邦男
- 企画：亀田耕司、原伸光
- 撮影：渡辺孝
- 音楽：山田栄一
- 美術：進藤誠吾
- 録音：加瀬寿士
- スチル：加藤光男
- 照明：川崎保之丞

## TVドラマ

### 1961年版
1961年11月23日に日本テレビの『武田ロマン劇場』（武田薬品工業一社提供。木曜21:45 - 22:30）にて放送された。

#### キャスト
- 川喜多雄二
- 山内敬子
- 仲谷昇
- 那智わたる

#### スタッフ
- 演出：秋田英雄
- 脚本：布勢博一

| 日本テレビ 武田ロマン劇場 | 日本テレビ 武田ロマン劇場   | 日本テレビ 武田ロマン劇場           |
| 前番組                    | 番組名                      | 次番組                              |
| ------------------------- | --------------------------- | ----------------------------------- |
| 誰か夢なき （1961.11.9）  | 三百六十五夜 （1961.11.23） | 男の償い （1961.12.3 - 1961.12.28） |

### 1963年版
1963年に関西テレビにて放送された。放送時間は毎週水曜13:00 - 13:30（JST。後の『ライオン奥様劇場』の枠）。

#### キャスト
- 久保菜穂子
- 杉浦直樹
- 夏目俊二

#### スタッフ
- 演出：鍵田忠俊
- 脚本：茂木草介
- 音楽：土田啓四郎
- 主題歌：美空ひばり

### 1969年版
1969年4月21日 - 6月13日に、TBS系列「花王 愛の劇場」枠にて放送された。

#### キャスト
- 本間千代子
- 森次浩司（現・森次晃嗣）
- 露原千草
- 天野新士（現・天野新二）

#### スタッフ
- 監督：岩間鶴夫、武縄源太郎
- 脚本：元持栄美、安田重夫

#### 主題歌
- 『三百六十五夜』（歌：本間千代子）
  - 作詞：西條八十、作曲：古賀政男、編曲：佐伯亮

| TBS系列 花王 愛の劇場              | TBS系列 花王 愛の劇場                  | TBS系列 花王 愛の劇場           |
| 前番組                             | 番組名                                 | 次番組                          |
| ---------------------------------- | -------------------------------------- | ------------------------------- |
| 女の絶唱 （1969.2.24 - 1969.4.18） | 三百六十五夜 （1969.4.21 - 1969.6.13） | 新妻鏡 （1969.6.16 - 1969.8.1） |